# District de Liujiang
Le district de Liujiang (柳江区 ; pinyin : Liǔjiāng Qū ; Zhuang : Liujgyangh Gih), connu jusqu'en 2017 sous le nom du xian de Liujiang (柳江县 ; pinyin : Liǔjiāng Xiàn ; Zhuang : Liujgyangh Liujgyangh Yen) est un district administratif de la région autonome du Guangxi en Chine. Il est placé sous la juridiction de la ville-préfecture de Liuzhou. En mars 2016, le gouvernement régional approuve la dissolution du xian de Liujiang et son remplacement par le district de Liujiang avec effet le 6 janvier 2017.

## Démographie
La population du district était de 562 351 habitants en 2010, dont 76.82 % de Zhuang, groupe ethnique principalement concentré dans cette région.